# 8 Pułk Piechoty (Imperium Rosyjskie)
8 Estlandzki pułk piechoty (ros. 8-й пехотный Эстляндский полк) – pułk piechoty okresu Imperium Rosyjskiego.

## Charakterystyka
Sformowany 19 lutego 1711 za panowania Piotra I Wielkiego, rozformowany w 1918.  Stacjonował między innymi w m. Jabłonna.
Nosił nazwy: Estlandzki pp (1811–1833), Estlandzki pjegr (1833–1856).

## Podporządkowanie
Lipiec 1914:
- 23 Korpus Armijny – Warszawa
  - 2 Dywizja Piechoty – Modlin
    - 2 Brygada Piechoty – Jabłonka
      - 8 Estlandzki pułk piechoty – Jabłonna.

## Żołnierze pułku
Wśród żołnierzy pułku był m.in. Ławr Korniłow, dowódca 8 pp w okresie 24 II 1911 – 3 VI 1911, później przywódca białych.